# Maestri di ballo
Maestri di ballo (The Dancing Masters) è un film del 1943 con Stanlio e Ollio, diretto da Malcolm St. Clair.

## Trama
Stanlio e Ollio sono proprietari di una scuola di ballo femminile di cui sono i maestri.
Una delle allieve, Trudy, figlia di un ricco industriale, è innamorata di Grant, un operaio che ha appena inventato un ordigno bellico, ma non ha i finanziamenti giusti per produrlo. Il padre di Trudy, però, vuole che sposi un suo socio, ma poco dopo scoprirà che questi è un truffatore e lo allontana dalla figlia, aiutando Grant nella sua impresa. Stanlio e Ollio, intanto, credono che Grant sia nei guai e cercano di procurarsi dei soldi per aiutarlo.
Successivamente, nella loro scuola arrivano due finti assicuratori che propongono loro una polizza antinfortunistica.
Dopo essersi fatti convincere a sottoscrivere l'assicurazione, Ollio pensa bene di trovare un modo per rompere una gamba al povero Stanlio in modo da guadagnare il premio di diecimila dollari.
Stanlio uscirà illeso da tutti i vari maldestri tentativi orditi da Ollio per provocare l'incidente; alla fine, sarà Ollio a finire all'ospedale con una gamba ingessata.
La storia tra Trudy e Grant si concluderà invece con un lieto fine.

## Curiosità
- Nel cast, non accreditati, compaiono due attori presenti anche nel periodo Roach di Stanlio e Ollio, Daphne Pollard, ricordata solitamente come la burbera moglie di Ollio nel film Allegri Gemelli e nel cortometraggio Fratelli di sangue e l'attore e regista Charley Rogers.
- Tra gli attori che compongono il cast anche un giovane Robert Mitchum nel ruolo di un agente di assicurazioni.
- La gag finale dell'assicurazione che Ollio stipula a favore di Stanlio è riciclata dalla comica La battaglia del secolo, girata da Laurel e Hardy nel 1927.

## Edizione italiana
- Il film in Italia è stato distribuito in DVD nel 2007 in lingua originale sottotitolata.
- Il primo doppiaggio con le voci di Alberto Sordi e Mauro Zambuto è andato perduto; il film è stato quindi ridoppiato nel 2008 per Mediaset con le voci di Enzo Garinei (Stanlio) e Giorgio Ariani (Ollio).